# Škocjan, Domžale
Škocjan este o localitate din comuna Domžale, Slovenia, cu o populație de 81 de locuitori.